# Вилия (Ровненская область)
Вилия — село в Острожской городской общине Ровненского района Ровненской области Украины.
До 2020 года входило в Острожский район.

## География
Село расположено на левом берегу реки Вилии.

## История
Упоминается впервые в XV веке. Здесь родился и с 1904 по 1912 год проживал будущий советский писатель Николай Алексеевич Островский. Впервые Островские упоминаются в 1854 году в церковных книгах в связи с причастием. Дед Н. А. Островского был участником Крымской войны, а отец — Русско-японской.
Согласно переписи 1911 года в Вилия было: 1310 жителей, 2 лавки, винокурня (16,428 ведер водки ежегодно), государственная водочная лавка, кредитовое общество, водяная мельница.
В 1914 по 1918 года в селе учительствовала Наталья Ужвий.
Осенью 1920 года, после оккупации села войсками Польши, Вилия вошла в состав Острожского повета Волынского воеводства. По реке Вилии прошла граница между Польшей и СССР. Часть деревни к востоку от реки Вилии отошла к Советскому союзу.
Несмотря на подавляющее большинство украинского населения (90 % в 1921 году), школа стала двуязычной. Посещали её дети зажиточных крестьян, в среднем один ребёнок из пяти. Украинский язык преподавали дважды в неделю. Учебники на украинском языке стоили в десять раз дороже польских и фактически были недоступны для детей бедняков.
17 сентября 1939 года в село вошла Красная Армия.
26 июня 1941 года село заняли немецкие войска. Летом 1943 года немецкая районная управа в Остроге планировала вывезти из Вилии на принудительные работы в Германию 161 человека. Но успели они вывезти только 17 человек. После возвращения красноармейцев 5 февраля 1944 года 182 вилийца были мобилизованы. 67 из них погибло.
Во время Великой Отечественной войны село было сожжено, кроме дома Островского.
В 1954 году на реке Вилии построена электростанция. Более 10 лет пользовались жители Вилии и окрестных деревень её энергией. А в 1966 году было построено 9 км высоковольтной линии, которая дала возможность получить более дешёвую электроэнергию от Добротворской ГРЭС.
С 2020 года входит в состав Острожской городской общины.